# Kündeling
Kundeling, ook Kunde Ling of  Shree Chöphel Kündeling is een Tibetaans boeddhistische tempel in de binnenstad van Lhasa. Kündeling ligt ten oosten van de heilige berg Chogpori en bevindt zich binnen het oude pelgrimspad Lingkhor. Het klooster werd gebouwd in 1663. De abt en tulku van het klooster is de Tatsag rinpoche, ook wel Kündeling rinpoche genoemd.
Kündeling is een van de vier Koninklijke Colleges of Regentschaptempels (Ling Shi, ook gLing bzhi) van Lhasa en werd gebouwd in de 17e eeuw, nadat de vijfde dalai lama zowel spiritueel als wereldlijk leider van Tibet was geworden. De andere drie Ling-tempels zijn Drib Tsemchokling, Tengyeling en Tsemönling.